# Chiesa di San Bartolomeo Apostolo (Roveredo in Piano)
La chiesa di San Bartolomeo Apostolo è la parrocchiale di Roveredo in Piano, in provincia di Pordenone e diocesi di Concordia-Pordenone; fa parte della forania dell'Alto Livenza.

## Storia
La primitiva cappella di Roveredo sorse nel XII secolo, per poi venir distrutta dalle truppe agli ordini di Gherardo da Camino nel 1293.
La chiesetta fu dunque riedificata, seppure con dimensioni inferiori; essa vene a sua volta rasa al suolo dai turchi nel 1499, allorché l'intero paese fu devastato e pareggiato al suolo.
Ancora una volta i roveredani ricostruirono il loro luogo di culto, che, come s'apprende da un documento del 1585, dipendeva dalla pieve di San Vigilio; circa due secoli dopo, nel 1788 iniziarono i lavori di realizzazione del campanile.
Nel 1848, dal momento che la chiesetta cinquecentesca era insufficiente a soddisfare le esigenze dei fedeli visto l'aumento della popolazione del borgo, si decise di edificarne una nuova di maggiori dimensioni; tuttavia, a causa della burocrazia austriaca, solo nel 1852 si arrivò alla delibera ufficiale. Così, il 9 febbraio 1854 fu posta la prima pietra dell'erigenda parrocchiale; la struttura, disegnata dai canevesi Antonio e Stefano De Marchi, venne portata a termine nel 1872 e consacrata il 7 dicembre 1912 dal vescovo di Concordia Francesco Isola.
La chiesa fu restaurata nel 2012; in quest'occasione si provvide all'adeguamento dell'impianto d'illuminazione della sagrestia e al rifacimento delle pitture dell'interno.

## Descrizione

### Esterno
La facciata a capanna della chiesa, in mattoni a faccia vista, è scandita da quattro semicolonne d'ordine ionico, poggianti su basamenti e sorreggenti la trabeazione e il timpano triangolare, e presenta al centro il portale d'ingresso, il cui architrave è sorretto da due mensole, e una targa in cui si legge la scritta "DOM in honorem Sancti Bartolomei sacrum".
Discosto di alcuni metri dalla parrocchiale s'erge il campanile a base quadrata, la cui cella è caratterizzata da quattro bifore a tutto sesto e coperta dal tetto a falde coronato da una croce metallica.

### Interno
L'interno dell'edificio si compone di un'unica navata, sulla quale s'aprono quattro cappelle laterali e le cui pareti sono scandite da lesene sorreggenti degli archi e la cornice sopra cui s'imposta la volta a botte; al termine dell'aula si sviluppa il presbiterio, sopraelevato di quattro gradini e chiuso dall'abside semicircolare.
Qui sono conservate diverse opere di pregio, tra le quali l'affresco con soggetto il Giudizio Universale, eseguito nel 1872 dal trevigiano Giuseppe De Lorenzi, autore pure di dodici quadretti raffiguranti dei simboli religiosi, e la pala raffigurante la Santa Notte, dipinta da Francesco Trevisan all'inizio del XVIII secolo.